# Resultat i riksdagsvalet i Sverige 2018 efter valkrets
Här presenteras resultatet av riksdagsvalet i Sverige 2018 fördelat efter valkrets. Här listas partier med minst 0,1 procent av rösterna på nationell nivå i riksdagsvalet 2018.

## Valresultat för varje valkrets, partiröster
Förkortningar:
- ÖVR = Övriga partier.

| Valkrets                     | S       | M       | SD      | C       | V       | KD      | L      | MP     | F!     | AfS    | Med    | PP     | ÖVR    |
| ---------------------------- | ------- | ------- | ------- | ------- | ------- | ------- | ------ | ------ | ------ | ------ | ------ | ------ | ------ |
|                              |         |         |         |         |         |         |        |        |        |        |        |        |        |
| Blekinge                     | 31,41 % | 17,26 % | 25,20 % | 6,79 %  | 5,45 %  | 5,70 %  | 4,02 % | 2,89 % | 0,34 % | 0,27 % | 0,18 % | 0,14 % | 0,36 % |
| Dalarna                      | 30,73 % | 16,66 % | 20,76 % | 10,01 % | 7,26 %  | 6,13 %  | 3,64 % | 3,32 % | 0,37 % | 0,30 % | 0,16 % | 0,09 % | 0,58 % |
| Gotland                      | 29,79 % | 16,59 % | 12,71 % | 17,20 % | 9,01 %  | 4,13 %  | 3,74 % | 4,95 % | 0,94 % | 0,16 % | 0,13 % | 0,08 % | 0,57 % |
| Gävleborg                    | 34,10 % | 15,28 % | 19,59 % | 9,07 %  | 8,35 %  | 5,28 %  | 4,01 % | 3,05 % | 0,32 % | 0,27 % | 0,11 % | 0,08 % | 0,47 % |
| Göteborgs kommun             | 23,77 % | 19,86 % | 13,45 % | 7,12 %  | 14,00 % | 5,52 %  | 7,25 % | 6,95 % | 0,84 % | 0,34 % | 0,25 % | 0,17 % | 0,50 % |
| Halland                      | 25,82 % | 22,87 % | 18,62 % | 10,12 % | 4,84 %  | 7,10 %  | 5,74 % | 3,54 % | 0,33 % | 0,26 % | 0,18 % | 0,11 % | 0,47 % |
| Jämtland                     | 33,60 % | 14,34 % | 15,56 % | 15,36 % | 8,42 %  | 4,83 %  | 2,86 % | 3,58 % | 0,44 % | 0,26 % | 0,14 % | 0,07 % | 0,55 % |
| Jönköping                    | 27,78 % | 17,66 % | 19,26 % | 10,05 % | 4,91 %  | 11,95 % | 3,96 % | 3,22 % | 0,26 % | 0,28 % | 0,15 % | 0,08 % | 0,42 % |
| Kalmar                       | 31,19 % | 17,24 % | 20,56 % | 9,81 %  | 6,12 %  | 7,20 %  | 3,75 % | 2,89 % | 0,29 % | 0,32 % | 0,16 % | 0,07 % | 0,39 % |
| Kronoberg                    | 29,56 % | 19,18 % | 20,28 % | 9,40 %  | 6,05 %  | 7,56 %  | 3,52 % | 3,23 % | 0,27 % | 0,30 % | 0,13 % | 0,06 % | 0,47 % |
| Malmö kommun                 | 29,10 % | 19,48 % | 16,80 % | 5,69 %  | 11,91 % | 3,84 %  | 5,59 % | 5,58 % | 0,78 % | 0,27 % | 0,21 % | 0,18 % | 0,57 % |
| Norrbotten                   | 41,69 % | 12,78 % | 15,76 % | 7,05 %  | 10,69 % | 4,64 %  | 3,21 % | 2,76 % | 0,42 % | 0,28 % | 0,14 % | 0,13 % | 0,44 % |
| Skåne läns norra och östra   | 24,99 % | 20,19 % | 28,82 % | 6,84 %  | 4,09 %  | 6,49 %  | 4,44 % | 2,87 % | 0,31 % | 0,30 % | 0,14 % | 0,12 % | 0,40 % |
| Skåne läns södra             | 21,83 % | 23,98 % | 22,11 % | 7,91 %  | 5,31 %  | 5,35 %  | 7,03 % | 4,92 % | 0,49 % | 0,29 % | 0,26 % | 0,14 % | 0,38 % |
| Skåne läns västra            | 26,13 % | 21,04 % | 26,14 % | 6,42 %  | 4,74 %  | 5,36 %  | 5,19 % | 3,54 % | 0,43 % | 0,31 % | 0,19 % | 0,13 % | 0,39 % |
| Stockholms kommun            | 23,76 % | 21,88 % | 9,84 %  | 9,07 %  | 13,12 % | 4,87 %  | 7,85 % | 7,70 % | 0,71 % | 0,36 % | 0,29 % | 0,14 % | 0,40 % |
| Stockholms län               | 23,06 % | 26,01 % | 15,24 % | 8,56 %  | 6,93 %  | 6,98 %  | 6,94 % | 4,79 % | 0,38 % | 0,34 % | 0,27 % | 0,10 % | 0,40 % |
| Södermanland                 | 31,40 % | 20,39 % | 19,32 % | 7,40 %  | 6,63 %  | 5,50 %  | 4,34 % | 3,69 % | 0,35 % | 0,35 % | 0,19 % | 0,07 % | 0,36 % |
| Uppsala                      | 26,99 % | 18,96 % | 15,44 % | 9,21 %  | 8,74 %  | 6,90 %  | 6,24 % | 5,55 % | 0,60 % | 0,36 % | 0,23 % | 0,12 % | 0,65 % |
| Värmland                     | 33,90 % | 16,43 % | 18,00 % | 9,28 %  | 6,95 %  | 6,34 %  | 4,44 % | 3,33 % | 0,41 % | 0,32 % | 0,15 % | 0,07 % | 0,39 % |
| Västerbotten                 | 38,13 % | 13,50 % | 10,94 % | 10,11 % | 12,69 % | 5,24 %  | 3,94 % | 3,87 % | 0,61 % | 0,31 % | 0,16 % | 0,09 % | 0,41 % |
| Västernorrland               | 39,80 % | 13,65 % | 15,56 % | 9,88 %  | 8,18 %  | 5,41 %  | 3,44 % | 2,68 % | 0,42 % | 0,31 % | 0,12 % | 0,07 % | 0,48 % |
| Västmanland                  | 31,43 % | 19,18 % | 20,11 % | 6,68 %  | 7,05 %  | 5,77 %  | 5,47 % | 2,96 % | 0,33 % | 0,30 % | 0,18 % | 0,09 % | 0,45 % |
| Västra Götalands läns norra  | 30,55 % | 17,64 % | 21,42 % | 7,91 %  | 6,32 %  | 6,50 %  | 4,65 % | 3,64 % | 0,38 % | 0,35 % | 0,18 % | 0,08 % | 0,39 % |
| Västra Götalands läns södra  | 28,04 % | 18,95 % | 19,67 % | 9,59 %  | 6,42 %  | 7,28 %  | 5,31 % | 3,41 % | 0,31 % | 0,31 % | 0,13 % | 0,13 % | 0,43 % |
| Västra Götalands läns västra | 24,24 % | 21,77 % | 18,02 % | 8,19 %  | 6,83 %  | 7,70 %  | 6,89 % | 5,00 % | 0,39 % | 0,28 % | 0,19 % | 0,11 % | 0,40 % |
| Västra Götalands läns östra  | 30,45 % | 18,40 % | 19,49 % | 9,34 %  | 5,71 %  | 7,82 %  | 4,33 % | 3,06 % | 0,35 % | 0,31 % | 0,16 % | 0,17 % | 0,41 % |
| Örebro                       | 33,13 % | 16,64 % | 18,19 % | 7,82 %  | 7,57 %  | 6,93 %  | 4,55 % | 3,68 % | 0,40 % | 0,31 % | 0,17 % | 0,14 % | 0,48 % |
| Östergötland                 | 29,07 % | 20,40 % | 17,63 % | 8,37 %  | 6,77 %  | 6,67 %  | 5,35 % | 4,19 % | 0,40 % | 0,30 % | 0,23 % | 0,12 % | 0,51 % |
| Hela riket                   | 28,26 % | 19,84 % | 17,53 % | 8,61 %  | 8,00 %  | 6,32 %  | 5,49 % | 4,41 % | 0,46 % | 0,31 % | 0,20 % | 0,11 % | 0,45 % |

### Valresultat för varje valkrets, block, samt övrig valinformation
Hur rösterna har fördelas mellan blocken, samt övrig valinformation.
Förkortningar:
- ÖVR = Övriga partier.
- VDT = Valdeltagandet.
- OGEJ = Ogiltiga röster, ej anmälda partier.
- BLANK = Blanka röster.
- OG = Övriga ogiltiga röster.

| Valkrets                     | Rödgröna | Alliansen | SD      | ÖVR    | VDT     | OGEJ   | BLANK  | OG     |
| ---------------------------- | -------- | --------- | ------- | ------ | ------- | ------ | ------ | ------ |
|                              |          |           |         |        |         |        |        |        |
| Blekinge                     | 39,72 %  | 33,77 %   | 25,20 % | 1,29 % | 88,47 % | 0,03 % | 0,96 % | 0,06 % |
| Dalarnas län                 | 41,31 %  | 36,44 %   | 20,76 % | 1,50 % | 87,62 % | 0,03 % | 1,13 % | 0,04 % |
| Gotlands län                 | 43,75 %  | 41,66 %   | 12,71 % | 1,88 % | 88,75 % | 0,03 % | 1,02 % | 0,07 % |
| Gävleborgs län               | 45,50 %  | 33,64 %   | 19,59 % | 1,25 % | 86,29 % | 0,04 % | 0,97 % | 0,08 % |
| Göteborgs kommun             | 44,72 %  | 39,74 %   | 13,45 % | 2,10 % | 84,28 % | 0,05 % | 0,75 % | 0,06 % |
| Hallands län                 | 34,20 %  | 45,83 %   | 18,62 % | 1,35 % | 89,02 % | 0,03 % | 0,85 % | 0,04 % |
| Jämtlands län                | 45,60 %  | 37,39 %   | 15,56 % | 1,46 % | 87,06 % | 0,03 % | 1,05 % | 0,05 % |
| Jönköpings län               | 35,91 %  | 43,62 %   | 19,26 % | 1,19 % | 88,09 % | 0,02 % | 0,84 % | 0,04 % |
| Kalmar län                   | 40,20 %  | 38,00 %   | 20,56 % | 1,23 % | 88,10 % | 0,03 % | 0,94 % | 0,03 % |
| Kronobergs län               | 38,82 %  | 39,66 %   | 20,28 % | 1,23 % | 88,21 % | 0,02 % | 0,90 % | 0,04 % |
| Malmö kommun                 | 46,59 %  | 34,57 %   | 16,80 % | 2,01 % | 82,01 % | 0,04 % | 0,73 % | 0,07 % |
| Norrbottens län              | 55,14 %  | 27,68 %   | 15,76 % | 1,41 % | 86,86 % | 0,04 % | 0,83 % | 0,05 % |
| Skåne läns norra och östra   | 31,95 %  | 37,96 %   | 28,82 % | 1,27 % | 86,35 % | 0,03 % | 1,03 % | 0,05 % |
| Skåne läns södra             | 32,06 %  | 44,27 %   | 22,11 % | 1,56 % | 89,38 % | 0,02 % | 0,76 % | 0,04 % |
| Skåne läns västra            | 34,41 %  | 38,01 %   | 26,14 % | 1,45 % | 85,21 % | 0,02 % | 0,87 % | 0,05 % |
| Stockholms kommun            | 44,58 %  | 43,67 %   | 9,84 %  | 1,90 % | 87,32 % | 0,04 % | 0,49 % | 0,06 % |
| Stockholms län               | 34,78 %  | 48,49 %   | 15,24 % | 1,49 % | 86,62 % | 0,03 % | 0,61 % | 0,06 % |
| Södermanlands län            | 41,72 %  | 37,63 %   | 19,32 % | 1,32 % | 86,85 % | 0,03 % | 0,91 % | 0,06 % |
| Uppsala län                  | 41,28 %  | 41,31 %   | 15,44 % | 1,96 % | 88,88 % | 0,03 % | 0,73 % | 0,04 % |
| Värmlands län                | 44,18 %  | 36,49 %   | 18,00 % | 1,34 % | 87,26 % | 0,04 % | 1,03 % | 0,04 % |
| Västerbottens län            | 54,69 %  | 32,79 %   | 10,94 % | 1,58 % | 87,89 % | 0,02 % | 0,81 % | 0,04 % |
| Västernorrlands län          | 50,66 %  | 32,38 %   | 15,56 % | 1,40 % | 87,76 % | 0,04 % | 0,84 % | 0,05 % |
| Västmanlands län             | 41,44 %  | 37,10 %   | 20,11 % | 1,35 % | 86,69 % | 0,03 % | 0,90 % | 0,06 % |
| Västra Götalands läns norra  | 40,51 %  | 36,70 %   | 21,42 % | 1,38 % | 86,83 % | 0,03 % | 0,97 % | 0,04 % |
| Västra Götalands läns södra  | 37,87 %  | 41,13 %   | 19,67 % | 1,33 % | 87,44 % | 0,03 % | 0,89 % | 0,05 % |
| Västra Götalands läns västra | 36,07 %  | 44,55 %   | 18,02 % | 1,37 % | 89,62 % | 0,04 % | 0,83 % | 0,04 % |
| Västra Götalands läns östra  | 39,22 %  | 39,89 %   | 19,49 % | 1,40 % | 88,18 % | 0,03 % | 1,01 % | 0,05 % |
| Örebro län                   | 44,38 %  | 35,94 %   | 18,19 % | 1,50 % | 87,67 % | 0,03 % | 0,91 % | 0,05 % |
| Östergötlands län            | 40,03 %  | 40,79 %   | 17,63 % | 1,56 % | 88,16 % | 0,03 % | 0,86 % | 0,05 % |
| Hela riket                   | 40,67 %  | 40,26 %   | 17,53 % | 1,53 % | 87,18 % | 0,03 % | 0,81 % | 0,05 % |